# Harald Maddadsson
Harald Maddadsson o Maddadarsson (nórdico antiguo: Haraldr gamli Maddaðarson, apodado el Viejo; gaélico medieval: Aralt mac Mataid) (c. 1134-1206) fue un caudillo hiberno-nórdico, jarl de las Orcadas y mormaer de Caithness desde 1139 hasta 1206. Harald era hijo de Madach de Atholl, mormaer de Atholl y  Margarita Hakonsdottir, hija del jarl Haakon Paulsson de las Orcadas, por lo tanto mestizo de escandinavos y gaélicos, descendiente de reyes de Escocia. Fue una figura prominente en el norte de Escocia e influente partícipe de la política en la región durante el siglo XII. La saga Orkneyinga le menciona como uno de los tres jarls más poderosos de la historia del archipiélago junto a Sigurd Eysteinsson y Thorfinn Sigurdsson.
Harald nació en un periodo muy convulso con unas Orcadas que se habían debilitado desde el gobierno del jarl Thorfinn, pero conservaba el dominio sobre Caithness, Sutherland y parte de las Hébridas Exteriores. El derecho sucesorio sobre los archipiélagos del norte se convirtieron en motivo de gran interés para David I de Escocia. El matrimonio de Matad de Atholl y Margarita tuvo lugar no más tarde de 1134, tras sofocar las revueltas de Óengus de Moray, nieto de Lulach I, y también Máel Coluim mac Alaxandair, hijo ilegítimo del hermano del rey David, Alejandro que extendió el poder real sobre Moray y Ross. El sobrino de David, William fitz Duncan, fue designado nuevo mormaer de Moray y los historiadores han sugerido que Matad hubiera recibido más autoridad en las tierras al norte de Mounth y que el matrimonio con Margarita fue concertado con perspectivas territoriales.
Harald Maddadsson nació un poco antes de la toma de control del jarl Ragnvald Kali Kolsson en el archipiélago, tras la desaparición de Paul Haakonsson. La saga Orkneyinga cita que la versión oficial de la abdicación de Paul fue una cortina de humo para paliar los rumores de su asesinato auspiciado por la madre de Harald. Las mujeres de su familia no le amaban precisamente, Helga (madre de Harald Haakonsson) y su hermana Frakokk Moddansdatter, ya habían pretendido asesinar a Paul con una camisa envenenada que accidentalmente provocó la muerte de Harald. Ragnvald representó la facción pro-noruega en el dominio, mientras que Frakokk daba apoyo a las reivindicaciones de Erlend Haraldsson tras la muerte de Paul. Matad y Margarita, respaldados por el rey David, impusieron una diarquía con su hijo Harald (menor de edad) y Ragnvald que lo tomaría bajo su protección.

## Los primeros años
La principal amenaza para Harald Maddadsson y Ragnvald Kali procedía de Erlend Haraldsson, especialmente del apoyo de Frakkok. No obstante, ella moriría pronto perseguida y acorralada, quemada en su hacienda de Helmsdale. La saga Orkneyinga nombra a su verdugo, Sweyn Asleifsson, un mercenario vikingo que estuvo  bajo sus órdenes y procedente de Atholl, con las bendiciones de Ragnvald y ayuda de Matad. Sweyn Asleifsson fue también la persona que custodiaba al jarl Paul cuando desapareció.
Durante este periodo, el poder estaba compartido entre Ragnvald y los consejeros del rey David, las Orcadas disfrutaron de cierta estabilidad aunque la saga habla de las habituales rencillas y quemas de aquel tiempo, entre ellos un jarl llamado Valthjof de quien no se tiene más información en otras fuentes. En 1150 o 1151, Harald visitó la corte de Inge I de Noruega, fue en esta visita cuando Ragnvald tomó su decisión de participar en las cruzadas, como se detalla ampliamente en la saga.

## Ragnvald, Harald y Erlend
Tras el regreso de Harald a las Orcadas, Ragnvald partió hacia las cruzadas, momento que aprovechó el rey Øystein II de Noruega, hermano mayor de Ingi, para lanzar una ofensiva desde Noruega contra las jarls de las Orcadas. Durante la expedición de Guerra, encontró a Harald cerca de Thurso y fue capturado, aunque logró la liberación a cambio de un rescate en oro y el juramento de lealtad a la corona, tras lo cual Øystein siguió con sus incursiones a lo largo de las costas de Inglaterra y Escocia.
Posiblemente, como resultado de las actividades de Øystein, el rey David otorgó la mitad de Caithness al primo de Harald, Erlend Haraldsson, una decisión que desembocó en una feroz lucha por el poder que acabó con la muerte de Erlend en 1154. Ragnvald también fue muerto en 1158 y de nuevo aparece Sweyn Asleifsson involucrado en el conflicto.
En 1153 había muerto el rey David y le sucede su nieto Malcolm IV de Escocia. Øystein también murió en la lucha por la corona noruega contra sus hermanos Ingi y Sigurd. Como resultado en 1158 Harald Maddadsson no tuvo opositor como jarl de las Orcadas, ni por el flanco de los rey de los escoceses y tampoco los noruegos que pudieran reclamar el poder.

## Jarl de las Orcadas y azote de reyes
Tras la muerte de Ragnvald, Harald Maddadsson mantuvo una política constante de apoyo a los enemigos de los reyes de Escocia, primero contra Malcolm IV y tras su muerte en 1165 contra su hermano, Guillermo I de Escocia. Entre enemigos de la corona de Escocia se encontraban los más destacados caudillos del norte y oeste, donde Harald tenía influencia y poder, Somerled rey de Kintyre, Argyll y las Hébridas (casado con una prima hermana de Harald, Ragnhild de Mann), los hijos de Máel Coluim mac Alasdair, el hijo ilegítimo del Alejandro I de Escocia (estuvo prisionero en Roxburgo), los Meic Uilleim, los descendientes de William fitz Duncan, los MacHeths y aspirantes a mormaers de Ross (posiblemente una rama de la antigua dinastía Loairn de Moray y pretendientes a los derechos sucesorios. 
Una expedición a Ross del rey Guillermo y su hermano David de Huntingdon en 1179 posiblemente tuvo relación con las actividades de Harald. Dos años más tarde la rebelión de Domnall, hijo de Máel Coluim mac Uilleim, estalló en Ross y Moray, y se presume que Harald desempeñó un papel protagonista. La rebelión no fue finalmente suprimida hasta 1187.
La derrota de Domnall sumó más diferencias y conflictos entre Harald y Guillermo. Después de 1187, parece que algunos nobles Scoto-Normandos se asentaron en Ross y en Cromarty, como pasó anteriormente en Moray. A la familia de Moravia, anglicanizados como Moray o Murray y de quienes más tarde aportarían la figura patriótica de Andrew de Moray para la historia de Escocia, les fueron otorgadas tierras en Ross y Cromarty, y no es probable que hayan sido únicos en este tipo de recompensas. Tras la muerte de Guillermo en 1195, ese asunto pudo ser el catalizador para el conflicto final con Harald, que se mantuvo latente desde 1197 hasta 1201. Como parte del conflicto, Guillermo garantizó el dominio de Caithness a Harald el Joven, nieto de Ragnvald kali Kolsson, en 1197. Esa concesión desembocó en un cruento final y el joven Harald murió a manos Maddadsson al año siguiente.
La saga Orkneyinga afirma que el rey Guillermo solicitó al rey de Mann, Ragnald Guthredsson, luchar contra Harald. Ragnald tuvo posiblemente pretensiones territoriales sobre las tierras de Harald pues la gente recordaba que la madre de Harald era la hija menor de Haakon Paulsson, mientras que la hija mayor había casado con el rey de Mann (aunque el padre de Ragnald, Godfred V de Mann había sido padre adoptivo de ella y no hija natural). Harald, no obstante, recuperó Caithness. En su campaña de 1201, la saga cita que Harald fue hasta la fortaleza del obispo Juan de Caithness en Scrabster. El obispo se reunió con Harald para, aparentemente, saludarle pero a cambio fue apresado, torturado y mutilado. La Gesta Annalia aclara este trato hacia el obispo como venganza, pues pensaba que era un informador y constante fuente de conflicto entre Harald y el rey Guillermo.
La creación de la sede de Caithness en 1189–1190 fue sin duda intencionada y con el propósito de minar la autoridad de los escoceses en la región. La nueva diócesis entró pronto en conflicto con Harald Maddadson y el obispo de las Orcadas, Bjarni Kolbeinsson. El enfrentamiento, presentado como una disputa sobre la recogida de tributos para el papado (una forma de colecta caritativa), fue apelado al papa Inocencio III, quien escribió al obispo Bjarni y también al obispo de Rosemarkie (o Ross) para impedir que interfiriesen en la colecta del obispo Juan.
El rey Guillermo, justificó el trato al obispo Juan como causa bélica contra Harald, liderando un ejército hacia el norte en 1201–1202. El ejército era tan impresionante que Harald capituló sin luchar y además aceptó ofrecer un cuarto de los tributos de Caithness a Guillermo. Los escoceses capturaron en este periodo a un hijo del jarl Harald, Thorfinn. Fuese por venganza por el trato al obispo Juan, o para acobardar a Harald, o porque Thorfinn tuvo en mente reivindicar el trono por sus vínculos maternos (Moray), fue cegado, castrado y encerrado en prisión hasta su muerte poco después.
Harald Maddadson también tuvo problemas con el rey de Noruega. Los Øyskjegg (guerreros de las Orcadas y Shetland), comandados por el cuñado de Harald, Olaf, lucharon a favor de Sigurd Magnusson. Sigurd era hijo Magnus V de Noruega y pretendiente al trono. Olaf se unió a Hallkjell Jonsson, yerno de Erling Skakke y también cuñado del rey Magnus V. El enfrentamiento fue inevitable, y las fuerzas noruegas se enfrentaron contra los Øyskjeggs el 3 de abril de 1194, cuando las flotas se cruzaron en Florvåg (Askøy), una isla al norte de Bergen. La experiencia de los veteranos noruegos en la batalla fue decisiva. El rey Sverre derrotó a sus contrincantes, Sigurd Magnusson y Hallkjell Jonsson, que murieron junto a muchos de sus hombres. Sverre pensó que la complicidad de Harald Maddadson en la revuelta era manifiesta y se apoderó de Shetland, que nunca volverían a pertenecer a su dominio el resto de su vida.
En 1202 el papa Inocencio, persuadido que Harald no había sido responsable del acoso hacia el Obispo Juan, escribió a Bjarni ordenando que se asegurase el castigo para un hombre de Harald llamado Lumberd, acusado de los hechos. Fue el último capítulo de la turbulenta vida del jarl, que murió en 1206 por causas naturales tras 65 años de gobierno, a la edad de 72 años.

## Herencia
Harald casó en primeras nupcias con Alfreka, hija de Duncan, conde de Fife (m. 1154), con quien tuvo un hijo que gobernaría desde Caithness, Heinrik Haraldsson y también Haakon (muerto junto a Sweyn Asleifsson en Dublín hacia 1170-1), Helena y Margarita.
Casó en segundas nupcias con Gormflaeth, hija de Malcolm MacEth, conde de Ross y mormaer de Moray, con quien tuvo dos hijos que gobernarían desde las Orcadas, David y Jon Haraldsson; también Thorfinn (n. 1202 y que murió en prisión por causas que no aparecen en las crónicas contemporáneas), y tres hijas, Gunnhild, Herborga y Langlif. Jon sería el último gobernante vikingo de las Orcadas.
Tuvo un hijo ilegítimo, Roderick Haraldsson (m. 1196) que murió en el campo de batalla luchando contra Guillermo I de Escocia.